# العائلة الليلية
العائلة الليلية (بالإنجليزية:Night Family) هي الحلقة الرابعة من الموسم السادس من مسلسل الرسوم المتحركة "أدلت سويم" التلفزيوني ريك ومورتي. من المحتمل أن تكون الحلقة التي كتبها روب شراب وإخراجها جاكوب هير تكريمًا لمسلسل رود سيرلينج التلفزيوني معرض ليلي.

## الحبكة
في وجبة الإفطار, يقدم ريك عائلته إلى "Somnambulator", وهو جهاز يمكن أن يجعل أجسادهم اللاواعية تؤدي المهام أثناء نومهم. يشار إلى الأجسام الواقعة تحت تأثير الجهاز باسم "الأشخاص الليليون".
تستخدم الأسرة Somnambulator لجعل أنفسهم اللاواعية يقومون بجميع الأعمال الروتينية التي لا يريدون القيام بها في ساعات الاستيقاظ, باستثناء جيري, الذي يعامل شخصه الليلي كصديق للمراسلة. عندما يكتب "جيري الليلي" رسالة يطلب فيها شطف الأطباق المتسخة قبل أن تنام الأسرة, يصبح ريك غاضبًا ويترك بقعة على طاولة المطبخ لتنظيفها. ينتقم الأشخاص الليليين بإخفاء Somnambulator ونحطيم المنزل, مما يجعل الحياة بائسة لنظرائهم المستيقظين. ثم يستخدمون المهدئات ليجعلوا أنفسهم فاقدين للوعي بشكل دائم, ويؤسسوا حكمهم بالكامل.
في مشهد ما بعد إنتهاء الحلقة, قام الأشخاص الليليين بالإحباط بسبب الاضطرار إلى دفع الضرائب والقيام بالأعمال المنزلية, بتدمير Somnambulator, مما يسمح للعائلة المستيقظة بمواصلة حياتها كالمعتاد. تشعر الأسرة بالرعب عندما علمت أن شوكو تاكو قد توقف بشكل دائم أثناء نومهم.

## الإنتاج
قبل إطلاق الموسم السادس, تم الكشف عن عناوين الحلقات بشكل غير رسمي, بما في ذلك حلقة العائلة الليلية. في 19 و 21 سبتمبر, تم إصدار معاينات موسعة. مقدمًا, كان من المقرر إطلاق الحلقة يوم الأحد, 25 سبتمبر, الساعة 11 مساءً في الولايات المتحدة, و 4 صباحاً في المملكة المتحدة.
في فيديو Inside The Episode: "Night Family" على قناة أدلت سويم على يوتيوب, يوضح دان هارمون, منشئ المحتوى المشارك ريك ومورتي, أن مفهوم الحلقة استمر لسنوات عديدة. أثناء الكتابة, واجه روب شراب السؤال "... ماذا لو كانت سمر هي الأكثر سوءً في الحلقة؟". يعود احتمال ظهور سمر الشريرة إلى أغسطس 2021, حيث أعطت سبنسر جرامر, ممثلة صوتها, تلميحات.

### محاور ومراجع ثقافية
العنوان هو قصيدة لمسلسل الرعب التلفزيوني Night Gallery لرود سيرلينج. القصيدة الافتتاحية في بداية الحلقة جزء من Agon لت. س. إليوت. مصطلح "Daymanoid", المستخدم طوال الحلقة, مشتق من كلمة "Demonoid" المأخوذة من فيلم الرعب المكسيكي عام 1981 " Demonoid: Messenger of Death ". تدعي بعض المنافذ الإخبارية أن الحلقة تأخذ سمات من فصل سيفيرانس الخاص بأبل تي في + أو تسخر منه مباشرةً.

### التقييمات والاستقبال النقدي
أبلغ موقع مجمع التعليقات روتن توميتوز عن معدل موافقة بنسبة 100٪ بمتوسط درجات 8.3 / 10 استنادًا إلى 7 مراجعات.
شاهد فيلم Night Family قرابة 300 ألف شخص في الولايات المتحدة.
تم استقبال هذه الحلقة بشكل عام بشكل جيد, مثل الحلقات الثلاث الأولى من الموسم. قارن Corey Plante of Inverse الحلقة بفيلم جوردان بيل نحن لعام 2019 والمسلسل المصنوع للبث المباشر سيفيرانس. أعرب عن تقديره لمواضيع الرعب الشديدة في الحلقة, والتي يقول إنها أبرزتها نتيجة Ryan Elder. قال جو مطر, مؤلف كتاب دن أوف جيك, إن القصة التي يتم وضعها في منزل سميث وتضم عائلة سميث بأكملها تعمل بشكل جيد. وتابع مطر أن مفاهيم الخيال العلمي عملت بشكل جيد لأن الدراما العائلية, التي يقول أنها كانت مفقودة في المواسم 4-5, عملت بالتعاون. كتب Marco Vito Oddo من Collider أنه كان الحلقة الأكثر نقصًا في الموسم حتى الآن, لكنه لا يزال يستكشف "الحدود السخيفة لمؤامرة بسيطة". في مراجعتهم المصنفة بدرجة A للحلقة, صرح Richard Urquiza من winteriscoming.net, وهي شركة تابعة لـ FanSided, أنها كانت أفضل حلقة في الموسم حتى الآن, مع كوميديا وقصة مضحكة ومفهوم أنيق. قدم Maik Zehrfeld مراجعة 4/5 نجوم, وكتب أن الافتتاح كان أقرب إلى فاميلي غاي, لكنه استمر في الظهور مع استمراره, حيث أظهر هيكلًا سرديًا لتأثير الدومينو و "قصة جذابة".